# 아이다 야스아키
아이다 야스아키(会田 安明, 1747–1817)는 에도 시대 일본의 수학자이다.

## 같이 보기
- 산액